# Skrupulosität
Die Skrupulosität oder religiöse Angst ist eine Manifestation von Zwangsstörungen, die hauptsächlich durch den Ausdruck einer tiefen Schuld und eines Unbehagens in Bezug auf moralische und religiöse Fragen gekennzeichnet ist. Sie wird häufiger auch als Angststörung bezeichnet. Sie ist persönlich belastend, objektiv dysfunktional und wird oft von erheblichen Beeinträchtigungen der sozialen Funktionsfähigkeit begleitet. Sie wird in der ICD-10 nicht als eigenständige Störung aufgeführt und kann ggf. sowohl als Angststörung als auch als Zwangsstörung kategorisiert werden. Vom religiösen Wahn unterscheidet sie sich dadurch, dass sie nicht im Zusammenhang mit einer Psychose steht, sondern als Teil einer neurotischen Störung einzuordnen ist.
Der Begriff leitet sich vom lateinischen Skrupulum ab, einem scharfen Stein, der einen stechenden Schmerz für das Gewissen bedeutet. Im deutschen Sprachraum tauchte er in der ersten Hälfte des 20. Jahrhunderts im seelsorgerischen Kontext auf.

## Behandlung
Die Behandlung ist ähnlich wie bei anderen Formen der Zwangs- oder Angststörungen. Die Expositions- und Reaktionsprävention (ERP), eine Form der Verhaltenstherapie, ist bei Skrupulosität beschrieben.
Andere Therapiestrategien oder die seelsorgerische Betreuung beinhalten die Feststellung von Widersprüchen zwischen zwanghaftem Verhalten und moralischen oder religiösen Lehren und die Information von Einzelpersonen, dass religiöse Figuren seit Jahrhunderten Strategien nahelegen, die ERP ähneln.
In seinem Buch A Thousand Frighties Fantasies dokumentierte der Psychologe William Van Ornum die Gefühle der Angst und des Leidens der Betroffenen und schlug neue Verhaltenstechniken vor.

## Ressourcen
International OCD Foundation (OCDF) / Internationale OCD-Stiftung (OCDF). Gemeinnützige Organisation, die sich der Unterstützung von Menschen mit Zwangsstörungen (OCDF) verschrieben hat, sammelt seit 1986 Spenden für die Forschung; sammelt und verbreitet die neuesten Behandlungsinformationen, einschließlich Skrupulosität.
Managing Scrupulosity / Skrupulosität managen. Ein Service von Fr. Thomas M Santa, C.Ss.R., (ein römisch-katholischer Priester). Fr. Thomas M Santa dient Menschen mit Gewissenhaftigkeit seit mehr als 20 Jahren.